# 下鳥渡
下鳥渡（しもとりわた）は、福島県福島市の大字である。郵便番号は960-1106。

## 地理
福島市南西部の信夫地域に属し、地区内中部に位置する。北で成川と、東で大森と、南東で山田と、西で上鳥渡とそれぞれ隣接する。また、南西部の上鳥渡と山田の境界上に字姥ケ懐からなる飛地が存在する。概ね町村制施行以前の下鳥渡村の流れを汲む地域である。国道115号南側に広がる平地とその南側の山間部を範囲とし、平野部には水田が広がり集落が点在する。東北自動車道福島西インターチェンジに近接する北西部は工業用地として用いられ、工場や倉庫が立地する。上町に所在する福島警察署及び上鳥渡に所在する福島南消防署信夫分署がそれぞれ管轄にあたる。

### 河川
- 大森川
- 平田沼

### 主な字
- 石子
- 石子後
- 石子前
- 石橋
- 石橋西
- 稲荷塚
- 姥ケ懐
- 扇田
- 大平南
- 上川原
- 上砂子田
- 川合
- 北島
- 北島東
- 久保
- 粉糠田
- 三斗内
- 三斗内北
- 四斗蒔田
- 四斗蒔田北

- 四斗蒔田前
- 清水上
- 新町
- 新町西
- 地蔵堂
- 水神渕
- 砂子田
- 砂子田北
- 下河原
- 桜町
- 田中
- 寺東
- 遠谷地
- 中川原
- 中谷地
- 八幡塚
- 東新町
- 真木田
- 真木田東
- 松塚

- 松塚
- 松塚東
- 南島
- 南島南

## 歴史
- 1889年（明治22年）4月1日 - 町村制の施行により信夫郡大森村が発足。旧下鳥渡村域は大森村の大字となる。
- 1892年（明治25年）7月21日 - 当地を含む大森村の一部が分立し鳥川村が発足し、鳥川村の大字となる。
- 1955年（昭和30年）3月1日 - 鳥川村が合併により信夫村となり、信夫村の大字となる。
- 1965年（昭和40年）6月1日 - 信夫村が福島市に編入され、福島市の大字となる。

## 世帯数と人口
2022年（令和4年）3月31日現在の世帯数と人口は以下の通りである。
| 大字   | 世帯数  | 人口   |
| ------ | ------- | ------ |
| 下鳥渡 | 465世帯 | 1097人 |

## 小・中学校の学区
市立小・中学校に通う場合、学区は以下の通りとなる。
| 番地 | 小学校             | 中学校             |
| ---- | ------------------ | ------------------ |
| 全域 | 福島市立鳥川小学校 | 福島市立信夫中学校 |

## 交通

### 鉄道
域内に鉄道施設は存在しない。

### 道路
- 東北自動車道
- 福島県道362号南福島停車場線
- 福島市道41号荒井太平寺線

### バス
福島交通路線バス
- （福島駅方面） - 四斗蒔田 - 島 - （荒井方面）
  - 鳥川

## 施設
- 福島ダイハツ販売 本社
- レパコガーデン 本店
- トヨタ部品福島共販 福島営業所
- トランスパック 本社
- 曹洞宗 陽泉寺 - 史跡の下鳥渡供養石塔がある。